# Армавир (Россия)
Армави́р — город на юге Российской Федерации, в Краснодарском крае. Расположен на востоке Краснодарского региона, в 202 км от Краснодара и в 1400 км от Москвы. Вместе с пригородными сельскими округами образует муниципальное образование город Армавир. Город воинской доблести с 22 апреля 2020 года.
Является важным железнодорожным узлом, в котором функционируют станции Армавир-Ростовский и Армавир-Туапсинский Северо-Кавказской железной дороги.

## Этимология
Основанный 21 апреля 1839 года населённый пункт именовался Армянский аул, так как здесь селились армяне, бежавшие в ходе Кавказской войны из черкесских аулов. Хотя предки армян-поселенцев покинули историческую родину ещё в XIV веке, новое селение в 1848 году они переименовали в Армавир в честь Армавира — древней столицы Армении (IV—II века до н. э.), на месте которой ранее находился урартский город Аргиштихинили.
Топоним Армавир переносной, он уже существовал в античную эпоху; был забыт с разрушением древней культуры и с исчезновением города, а затем возродился в XIX веке. Вокруг названия города сложилась сказочная легенда о двух братьях. После смерти отца Армас и Вирон не поделили наследство и враждовали. На селение обрушилась страшная болезнь, унёсшая жизни многих людей из двух враждующих лагерей. Братьям пришлось объединиться в борьбе с опасностью, а сами они умерли почти одновременно. В память о наказанных братьях город назвали Армавиром.
Среди адыгов и черкесогаев город носит название Ермэлхьабл, что в переводе с адыгейского значит армянское селение.

## История
C начала XVIII века среди адыгов (черкесов) стал укореняться ислам, и для проживавших среди них на территории Северо-Западного Кавказа с конца XVII века армян, прозванных по месту жительства черкесогаями (черкесскими армянами, черкесохаями, горскими армянами или закубанскими армянами), возникла угроза потери национальной религии, то есть принадлежности к Армянской апостольской церкви). В конце 1836 года черкесские армяне обратились к начальнику Кубанской линии российскому немцу генерал-майору барону Г. Х. фон Зассу с просьбой «принять их под покровительство России и дать им средства поселиться вблизи русских».
В 1839 году поселение черкесогаев переместилось ближе к устью реки Уруп. Этот год считается официальной датой появления нового города. Аул с трёх сторон был окружён глубоким рвом в 2,5 метра шириной и валом. С четвёртой стороны протекала река Кубань, ставшая естественной границей Армавира. Границы поселения несколько раз изменялись в связи с тем, что с гор переселялись всё новые и новые семьи. В первые годы в ауле обосновалось 120 семей, а к 1840 году их количество увеличилось до 400. Жизнь на новом месте протекала по тем же законам родового быта, которого они придерживались в горах. Селение было разбито на кварталы, в которых селились семьями, вышедшими из одних и тех же аулов. Газета «Кавказ» от 2 июля 1869 года отмечало в устье реки Уруп крупное армянское торговое селение на 700 дворов

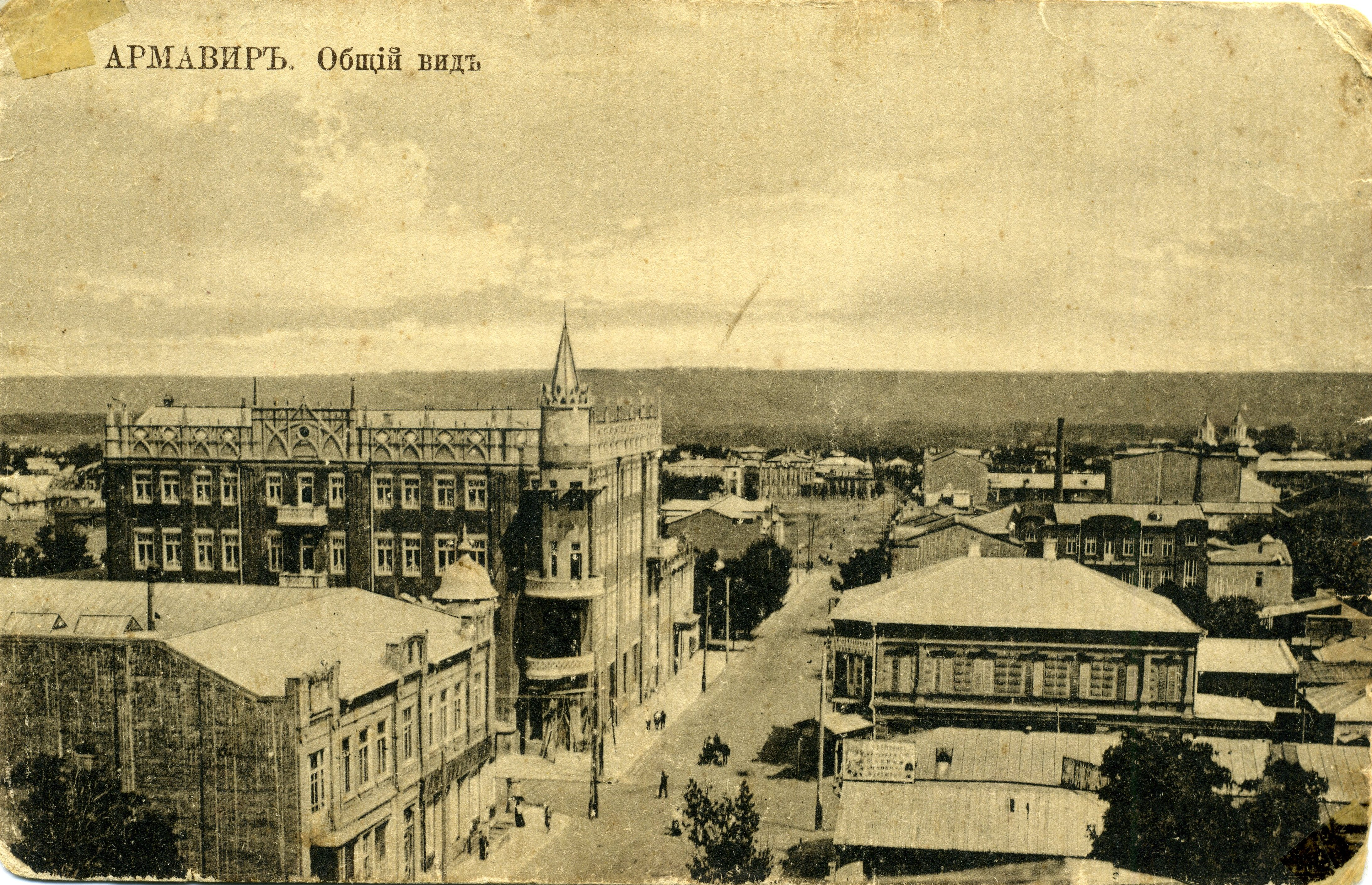
Армавир рубежа XIX—XX веков

В 1875 году через Армавир была проложена Владикавказская железная дорога. В 1876 году аул получил статус села.
С 1888 года Армавир являлся центром Лабинского отдела Кубанской области. В 1908 году было начато строительство Армавир-Туапсинской железной дороги.
23 марта (5 апреля) 1914 года Высочайше утверждённым положением Совета министров село было преобразовано в город. В том же году в городе прошёл крупный митинг. Как отмечала газета «Кубанская копейка»: «Армавир, населенный преимущественно армянами, был свидетелем великого подъёма духа местного армянского общества». В связи с началом Первой мировой войны, 29 октября 1914 года в городе прошёл крупный митинг армян, по результатам которого было принято решение образовать армянский комитет по сбору пожертвований на организацию армянских добровольческих дружин.
В период Гражданской войны и военной интервенции 1918—1922 гг. в районе города происходили ожесточённые бои, власть трижды менялась. Местная советская власть выпускала в обращение армавирский рубль.
16 марта 1920 года 2-й Таманский кавалерийский полк 7-й Кавказской дивизии под командованием И. Г. Чурсина вошёл в город, в Армавире была окончательно установлена советская власть.
Со 2 июня 1924 года по 20 июня 1936 года город был центром Армавирского района, одновременно до 23 июля 1930 года являлся центром Армавирского округа Северо-Кавказского края.
7 августа 1930 года город был отнесён к категории городов краевого подчинения.
С 2005 года Армавир — центр муниципального образования город Армавир со статусом городского округа.

## Население
| 1897     | 1923     | 1926     | 1931     | 1939     | 1956     | 1959     | 1967     | 1970     | 1973     | 1975     |
| -------- | -------- | -------- | -------- | -------- | -------- | -------- | -------- | -------- | -------- | -------- |
| 18 000   | ↗59 300  | ↗74 521  | ↗76 800  | ↗83 651  | ↗102 000 | ↗110 994 | ↗139 000 | ↗144 000 | ↗152 000 | ↗156 000 |
| 1976     | 1979     | 1985     | 1986     | 1987     | 1989     | 1990     | 1991     | 1992     | 1993     | 1994     |
| →156 000 | ↗161 539 | ↘159 000 | ↗161 000 | ↗172 000 | ↘160 983 | ↘160 000 | ↗162 000 | ↗163 000 | →163 000 | →163 000 |
| 1995     | 1996     | 1997     | 1998     | 1999     | 2000     | 2001     | 2002     | 2003     | 2004     | 2005     |
| ↘162 000 | ↗163 000 | ↗166 000 | ↘165 000 | ↗166 600 | ↘164 900 | ↘161 700 | ↗193 964 | ↗194 000 | ↘192 500 | ↘191 700 |
| 2006     | 2007     | 2008     | 2009     | 2010     | 2011     | 2012     | 2013     | 2014     | 2015     | 2016     |
| ↘190 700 | ↘190 000 | ↘189 100 | ↘188 286 | ↗188 832 | ↗188 900 | ↗190 250 | ↗191 389 | ↗191 799 | ↘191 568 | ↘191 007 |
| 2017     | 2018     | 2019     | 2020     | 2021     | 2023     | 2024     | 2025     |          |          |          |
| ↘190 871 | ↘190 709 | ↘190 205 | ↘188 960 | ↘187 177 | ↘184 219 | ↗184 546 | ↗185 356 |          |          |          |

На 1 января 2024 года по численности населения город находился на 100-м месте из 1119 городов Российской Федерации.
Плотность: 661.99 чел./км2.

### Армавирская агломерация
Считается, что Армавир является центром агломерации, которая помимо собственно Армавира включает в себя ещё районов: Новокубанский, Успенский, Отрадненский, Гулькевичский, Лабинский, Курганинский, Мостовский. Общая численность населения агломерации в указанных границах составляет около 0,76 миллиона жителей, средняя плотность населения в агломерации низкая, менее 54 чел. на км², что значительно ниже средней плотности населения по Краснодарскому краю (75 чел. на км²).

### Национальный состав
По данным Всероссийской переписи населения 2010 года
| Народ                     | Численность, чел. | Доля от всего населения, % |
| ------------------------- | ----------------- | -------------------------- |
| русские                   | 162 596           | 86,10 %                    |
| армяне                    | 15 860            | 8,40 %                     |
| украинцы                  | 2 382             | 1,26 %                     |
| черкесы                   | 1 058             | 0,57 %                     |
| белорусы                  | 503               | 0,27 %                     |
| цыгане                    | 449               | 0,24 %                     |
| татары                    | 360               | 0,19 %                     |
| грузины                   | 300               | 0,16 %                     |
| российские немцы          | 280               | 0,15 %                     |
| другие                    | 2 633             | 1,38 %                     |
| не указана национальность | 2 411             | 1,28 %                     |
| всего                     | 188 832           | 100,0 %                    |

По итогам переписи населения 2020 года проживали следующие национальности (национальности менее 0,1 % и другое см. в сноске к строке «Другие»):
| Национальность | Численность, чел. | Доля     |
| -------------- | ----------------- | -------- |
| Русские        | 162 440           | 86,78 %  |
| Армяне         | 7532              | 4,02 %   |
| Украинцы       | 645               | 0,34 %   |
| Черкесы        | 474               | 0,25 %   |
| Грузины        | 194               | 0,10 %   |
| Другие         | 15 892            | 8,51 %   |
| Итого          | 187 177           | 100,00 % |

## Управление

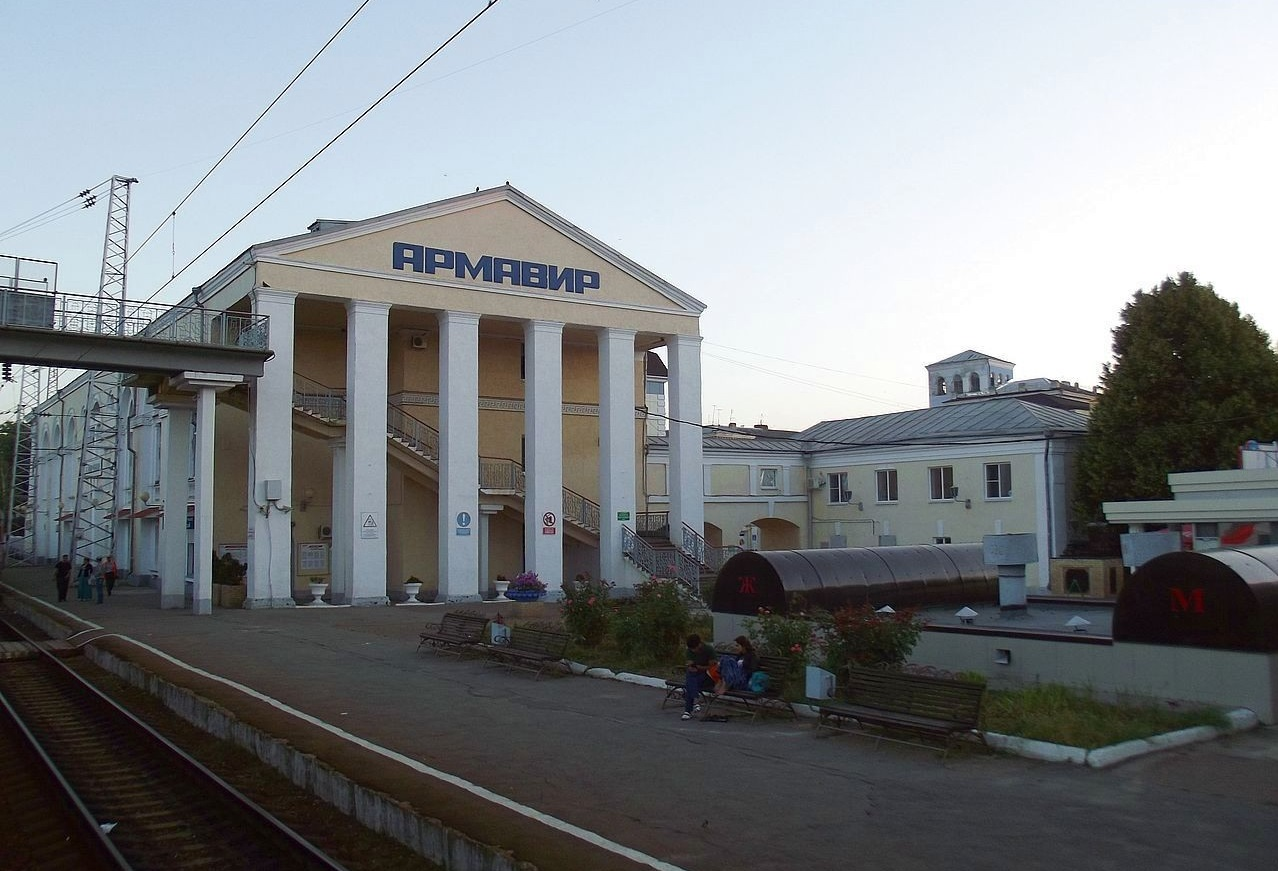
Железнодорожный вокзал станции Армавир-Ростовский

Город Армавир, город краевого подчинения, как единица административно-территориального устройства Краснодарского края состоит из следующих административно-территориальных единиц: город Армавир и подчинённые ему 3 сельских округа. В рамках местного самоуправления эти территории составляют муниципальное образование город Армавир со статусом городского округа.

## Физико-географическая характеристика
Армавир — самый восточный город Краснодарского края, расположен на левом берегу реки Кубани, при выходе её из северных предгорий Большого Кавказа, в месте впадения в неё одного из главных притоков реки Уруп.
Климат
Климат в городе умеренно континентальный. Преобладающие ветры: юго-восточные и восточные. Среднегодовая скорость ветра составляет 4,9 м/сек. Среднегодовое количество осадков: 600—650 мм. Среднегодовая температура: +11 °C, средняя температура самого холодного месяца января: −1 °C, самого тёплого месяца июля: +23 °C.
| Показатель                                                         | Янв.  | Фев.  | Март  | Апр. | Май  | Июнь | Июль | Авг. | Сен. | Окт. | Нояб. | Дек. | Год   |
| ------------------------------------------------------------------ | ----- | ----- | ----- | ---- | ---- | ---- | ---- | ---- | ---- | ---- | ----- | ---- | ----- |
| Абсолютный максимум, °C                                            | 16,7  | 23,6  | 31    | 36,8 | 35,1 | 39,8 | 40,9 | 41,1 | 40,0 | 36,3 | 26,6  | 21,1 | 41,1  |
| Средний суточный максимум, °C                                      | 3,6   | 5,7   | 11,5  | 18,2 | 23,4 | 27,8 | 30,9 | 31,0 | 25,3 | 18,4 | 10,5  | 5,1  | 17,9  |
| Средняя температура, °C                                            | −0,7  | 0,3   | 5,4   | 11,5 | 16,4 | 21,1 | 23,8 | 23,6 | 18,3 | 12   | 5,2   | 0,9  | 11,1  |
| Средний суточный минимум, °C                                       | −3,8  | −3,4  | 1,2   | 5,9  | 11,1 | 15,1 | 17,3 | 17   | 12,5 | 7,4  | 1,7   | −2,1 | 5,3   |
| Абсолютный минимум, °C                                             | −33,2 | −30,6 | −24,4 | −9   | −2,6 | 1,5  | 7,8  | 4,4  | −3,4 | −9,6 | −23,9 | −28  | −33,2 |
| Норма осадков, мм                                                  | 36    | 35    | 36    | 50   | 76   | 88   | 65   | 55   | 50   | 56   | 53    | 42   | 642   |
| Источник: Климатические данные Армавира на сайте «Погода и климат» |       |       |       |      |      |      |      |      |      |      |       |      |       |

| Показатель                        | Янв. | Фев. | Март | Апр. | Май  | Июнь | Июль | Авг. | Сен. | Окт. | Нояб. | Дек. | Год  |
| --------------------------------- | ---- | ---- | ---- | ---- | ---- | ---- | ---- | ---- | ---- | ---- | ----- | ---- | ---- |
| Средний суточный максимум, °C     | 3,1  | 5,7  | 11,1 | 16,7 | 22,4 | 26,9 | 31,0 | 31,2 | 25,4 | 17,7 | 10,6  | 6,2  | 17,3 |
| Средняя температура, °C           | −0,6 | 1,6  | 6,4  | 11,2 | 16,6 | 21,1 | 24,4 | 24,3 | 19,3 | 12,9 | 6,4   | 3,0  | 12,2 |
| Средний суточный минимум, °C      | −4,4 | −2,6 | 1,8  | 5,7  | 10,7 | 15,2 | 17,7 | 17,5 | 13,1 | 8,1  | 2,3   | −0,3 | 7,1  |
| Источник: www.weatheronline.co.uk |      |      |      |      |      |      |      |      |      |      |       |      |      |

## Экономика

### Промышленность
Пищевая промышленность
- ОП ООО «НМЭЗ» в г. Армавире.
- ПАО «Кондитерская фабрика».
- ООО «Армавирский мясоконсервный комбинат».
- ПАО «Кубарус-молоко».
- АО «Армхлеб».
- СПК «Восток» (Армавирский консервный завод).
- ООО «Армавирская табачная фабрика».
- ООО «Хлебокомбинат „Лавина“».

Также в городе расположено более 80 частных пекарен, имеющих сбыт по всему Северному Кавказу и за его пределами.
Мукомольно-крупяная и комбикормовая промышленность
- Компания «Армавирский хлебопродукт».

Приборостроение
- Армавирский электротехнический завод.
- Завод «Кубанькабель».
- Предприятие «Армавиркабель».
- Компания «ЗИМ „Точмашприбор“».
- Армавирский завод газовой аппаратуры.

Машиностроение и металлообработка
- Армавирский опытный машиностроительный завод.
- Армавирский электромеханический завод.
- Армавирский литейно-механический завод.
- Армавирский завод тяжёлого машиностроения (ныне Армавирский машиностроительный завод).
- Армавирский завод железнодорожного машиностроения.
- Армавирский механический завод «Армез».
- Армавирский завод промышленных весов.
- Вентиляционный завод «Лисант».
- Армавирский завод весоизмерительного оборудования «Армвес».
- Предприятие «Кубаньтрансмаш».
- Предприятие «Кубаньжелдормаш».
- Армавирский электротехнический завод.

Цветная металлургия
- Предприятие «Лабиринт» специализируется на производстве марочных алюминиевых сплавов.

Военно-промышленный комплекс
- 81 бронетанковый ремонтный завод, крупнейшее в этой области предприятие ЮФО.

Химическая и нефтехимическая промышленность
- Армавирский завод резиновых изделий.

Лёгкая промышленность
- Армавирская фабрика нетканых материалов.
- Предприятие «Эдельвейс Плюс».

Промышленность строительных материалов
- Предприятие «Домостроитель».

Целлюлозно-бумажная промышленность
- Предприятие «Аполинария».
- Предприятие «Виво».

Деревообрабатывающая промышленность
- Армавирская мебельная фабрика.

Электроэнергетика
- Армавирская ТЭЦ.

### Транспортная инфраструктура

#### Автомобильный транспорт
- Федеральная автомобильная дорога Р217 «Кавказ» с суточным транзитом 15 тыс. автомобилей.
- Протяжённость дорог составляет 270 км.
- Междугородное и пригородное автобусное сообщение осуществляется с одного автовокзала и одной автостанции.

#### Железнодорожный транспорт
- В городе действуют две железнодорожных станции: Армавир-Ростовский и Армавир-Туапсинский. Отправка грузовых вагонов составляет 164 тыс. вагонов в год.

#### Воздушный транспорт
- До основных аэропортов региона:
  - Ставрополь 110 км;
  - Минеральные Воды 180 км;
  - Краснодар 200 км.

В городе существует аэропорт Армавир, но он в последние годы не используется для пассажирских перевозок.

#### Водный транспорт
- Ближайшие морские порты в городах Новороссийске (350 км) и Туапсе (250 км).

#### Городской транспорт

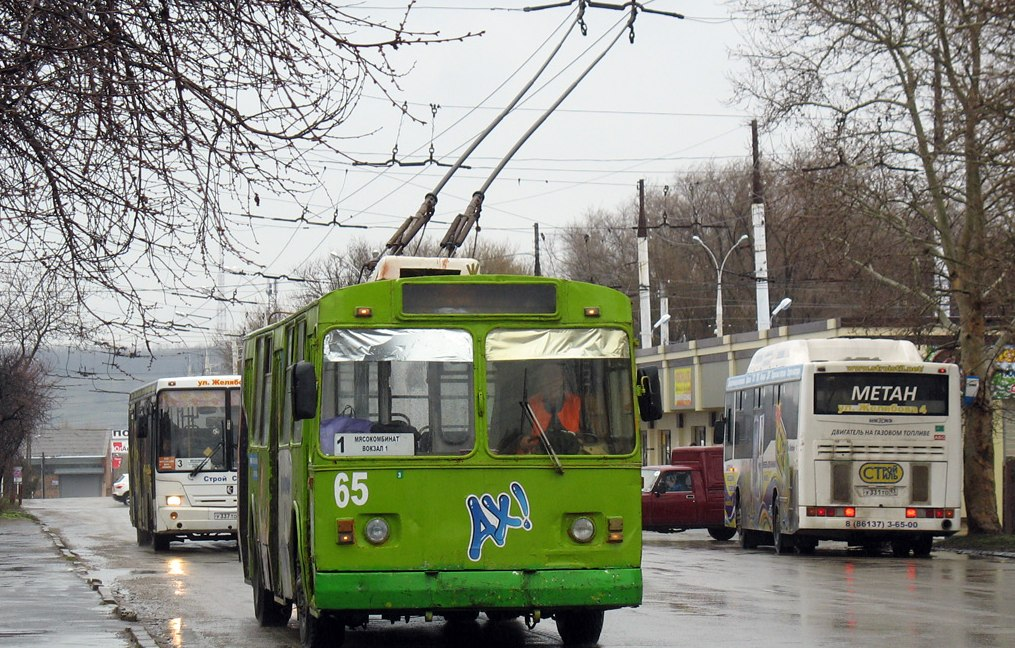
Троллейбус

В городе работают автобусы (32 городских маршрута) и троллейбусы (5 маршрутов). Троллейбусы являются основным видом транспорта в центральной, юго-западной и восточной частях города. Остальные районы Армавира обслуживаются только автобусными маршрутами.

### Доля в экономике Краснодарского края
В 2011 году:
- 4 % численности населения;
- 5 % валового регионального продукта;
- 4,5 % продукции обрабатывающего производства;
- 4,4 % розничного товарооборота;
- 20,4 % производства растительного масла;
- 22,5 % производства кондитерских изделий;
- 36,1 % производства транспортных средств;
- 8,3 % производства электрооборудования;
- 9,2 % производства машин и оборудования;
- 6,3 % производства резиновых и пластмассовых изделий;
- монополист по производству вагонов грузовых магистральных и электродвигателей малой мощности.

## Культура, достопримечательности

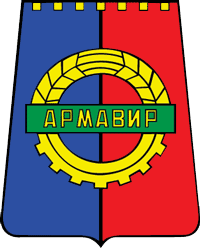
Герб 1974 года

- 340 памятников истории архитектуры, в том числе:
  - здание Армянской апостольской церкви «Сурб-Аствацацин» (Св. Богородицы) (начало строительства: 1843, год освящения: 1861).
  - здание татарской мечети.
- 18 памятников монументального искусства, 40 памятников военной истории.
- 2 музыкальных и художественных школ, дворец детского и юношеского творчества, 14 библиотек, парк культуры и отдыха, городской дворец культуры, 8 клубов, 3 кинотеатра.
- Армавирский театр драмы и комедии (c 1908 года) в 2008 году отметил своё столетие.
- дом-музей писателя Саввы Дангулова.
- Армавирский краеведческий музей (c 1904 года) насчитывает 75 тысяч единиц хранения и хранит крупнейшую на Кавказе коллекцию каменных изваяний.
- Ближайшие окрестности Армавира богаты уникальными палеонтологическими и геологическими памятниками, образование которых связано с различными фазами развития Сарматского моря (12-20 млн лет назад).
- Многочисленные археологические памятники: городища раннего железного века, курганы ранней и средней бронзы.
- Памятник булгаковскому коту Бегемоту из «Мастера и Маргариты»[57].
- Памятник В. И. Ленину на Центральной площади, точная копия памятника, расположенного перед Смольным институтом в Санкт-Петербурге (подобных в России всего два), сохранённый работниками Армавирского литейного завода в годы Великой Отечественной войны.
- Команда КВН «Соучастники», чемпион Центральной Краснодарской Лиги МС КВН (2006), объединившиеся в 2009 году с командой КВН «БАК» (Брюховецкая), и в этом составе выигравшие Высшую Лигу КВН в 2010 году[58].
- Команда КВН «Русская дорога», чемпион Высшей лиги КВН 2020 года.
- Парк Дружбы народов с памятником, в центре которого расположена гранитная роза, как символ народного единства. Открыт в 2016 году по инициативе национальных общин[59].
- Скульптурная композиция «Поклонись матери». Открыта в сентябре 2018 года в сквере на пересечении улиц Кирова и Комсомольской[60].

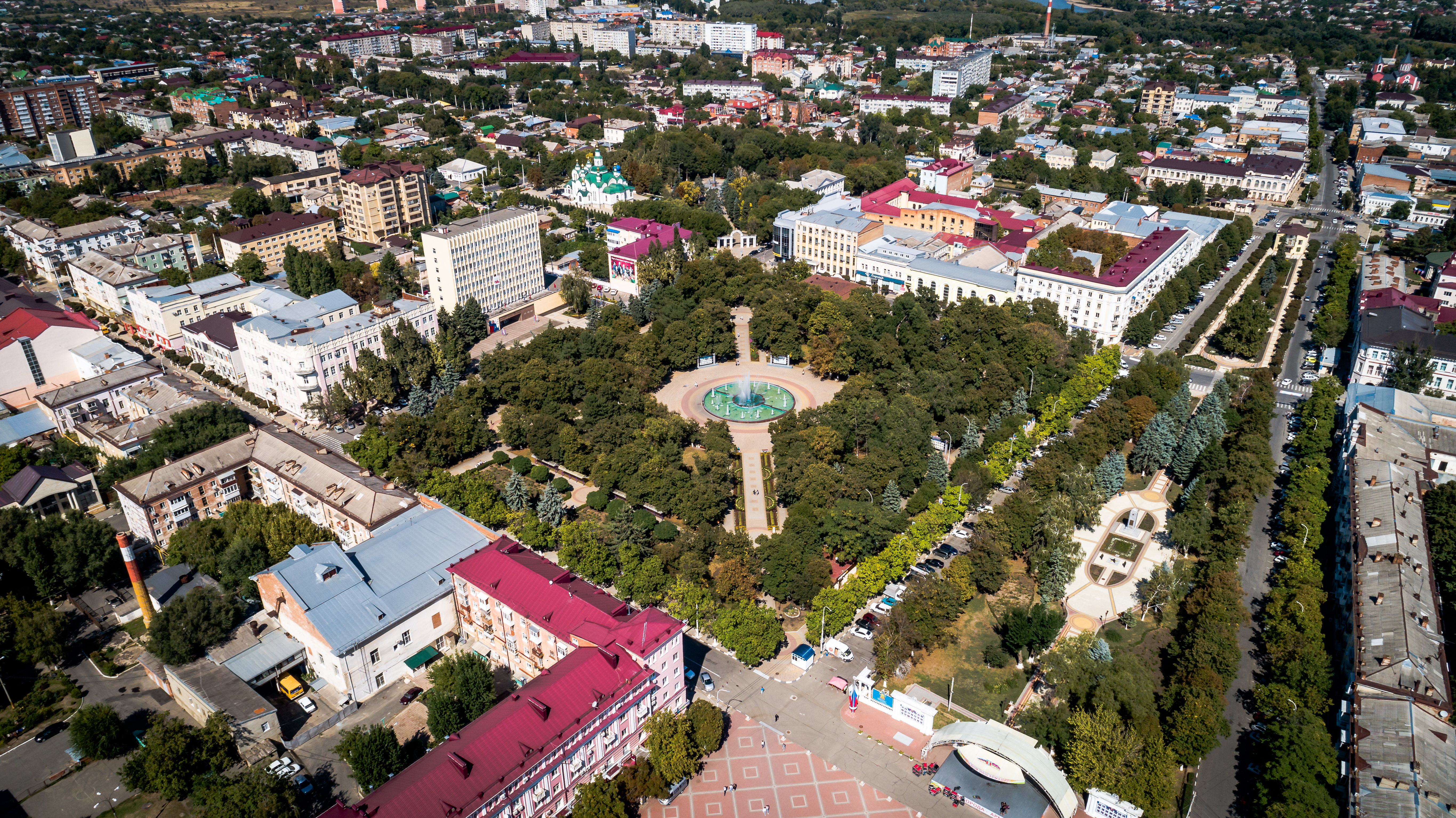
Центральный парк
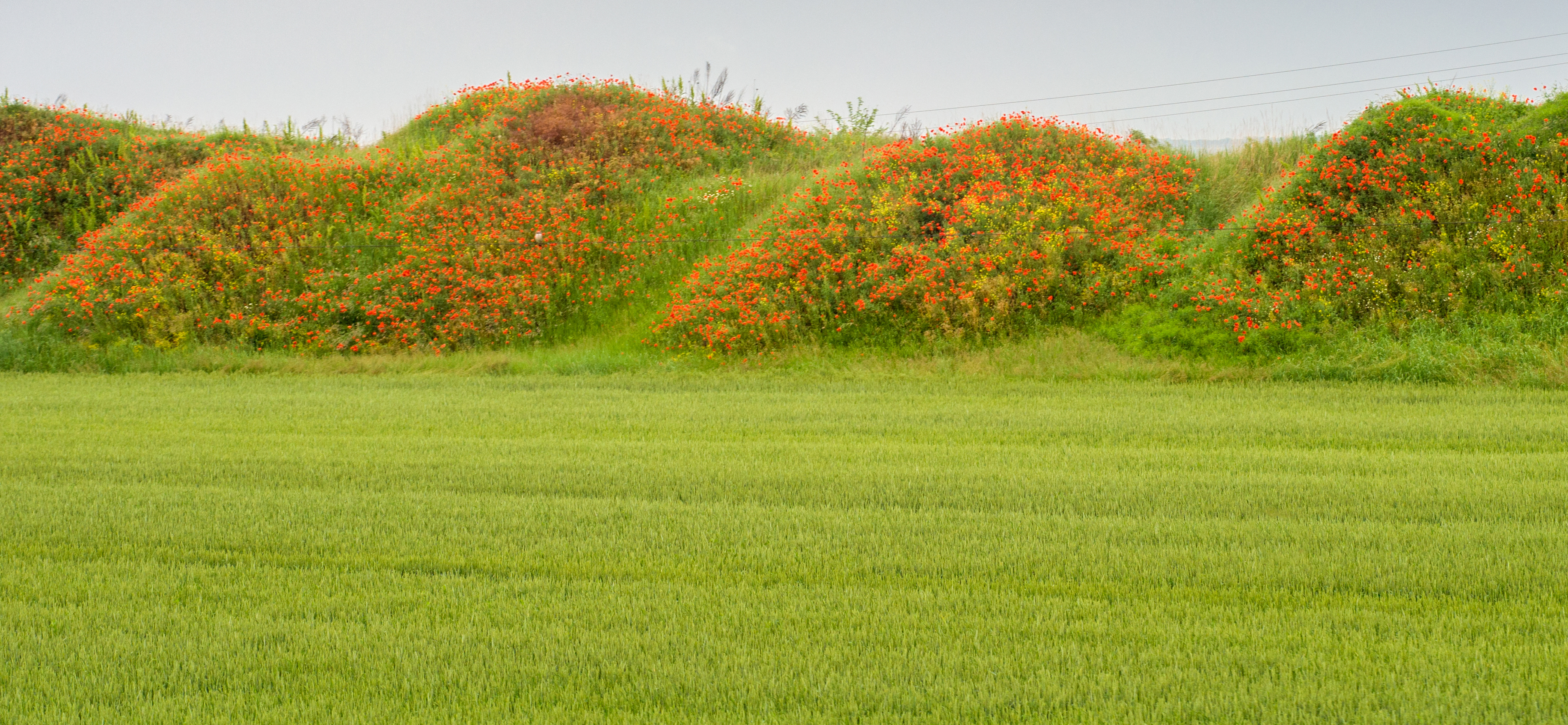
Курганная группа
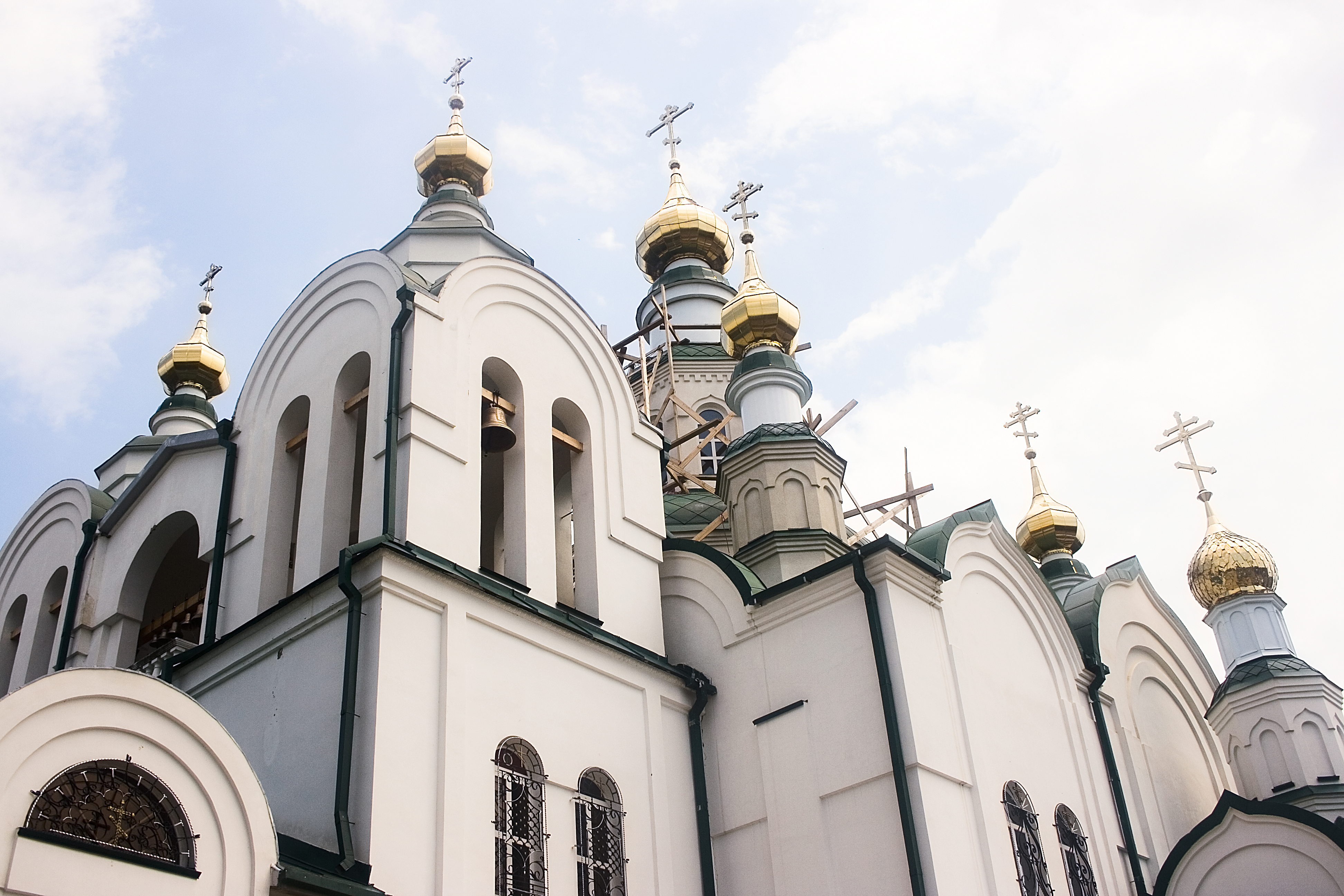
Свято-Никольский храм
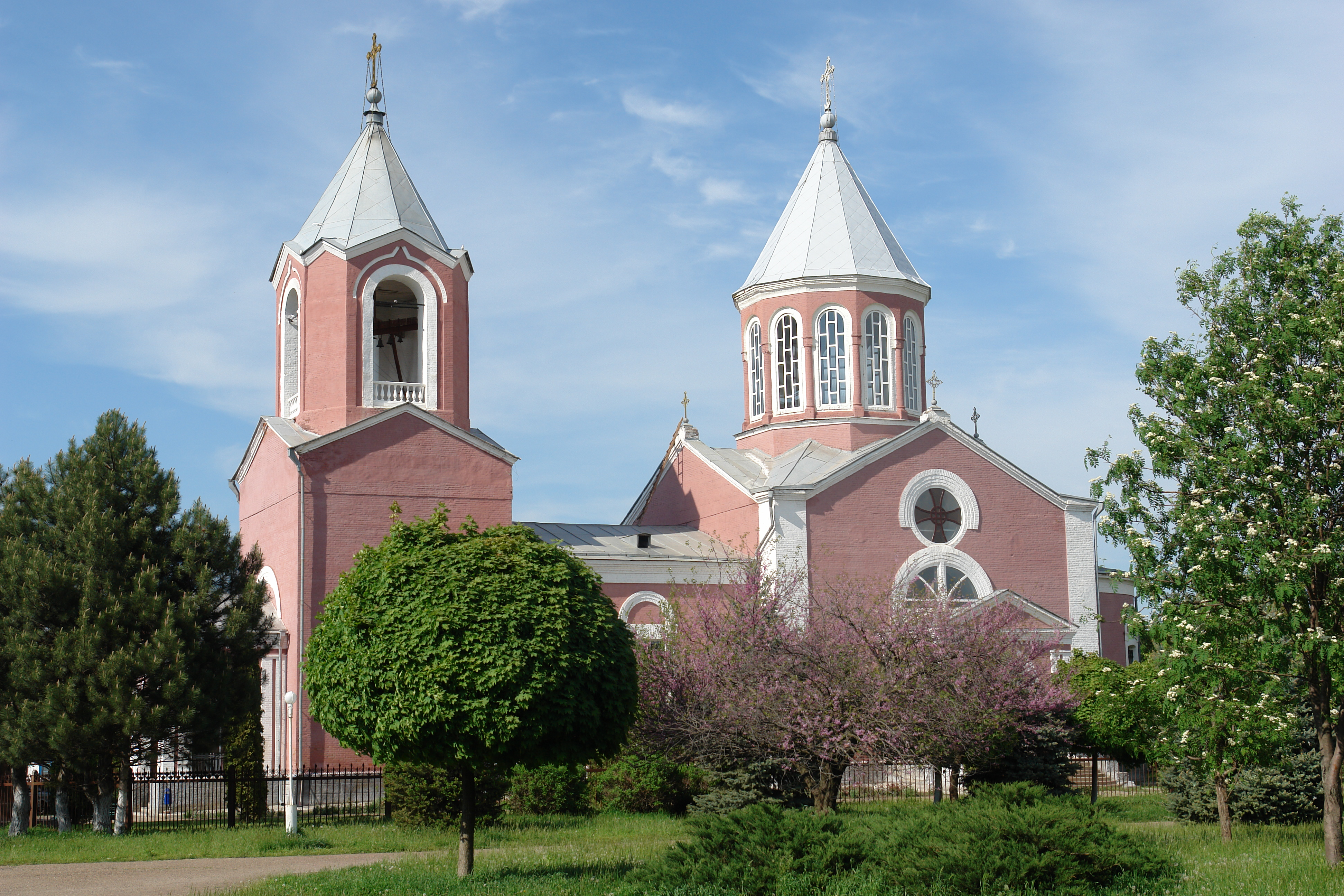
Армяно-григорианская церковь
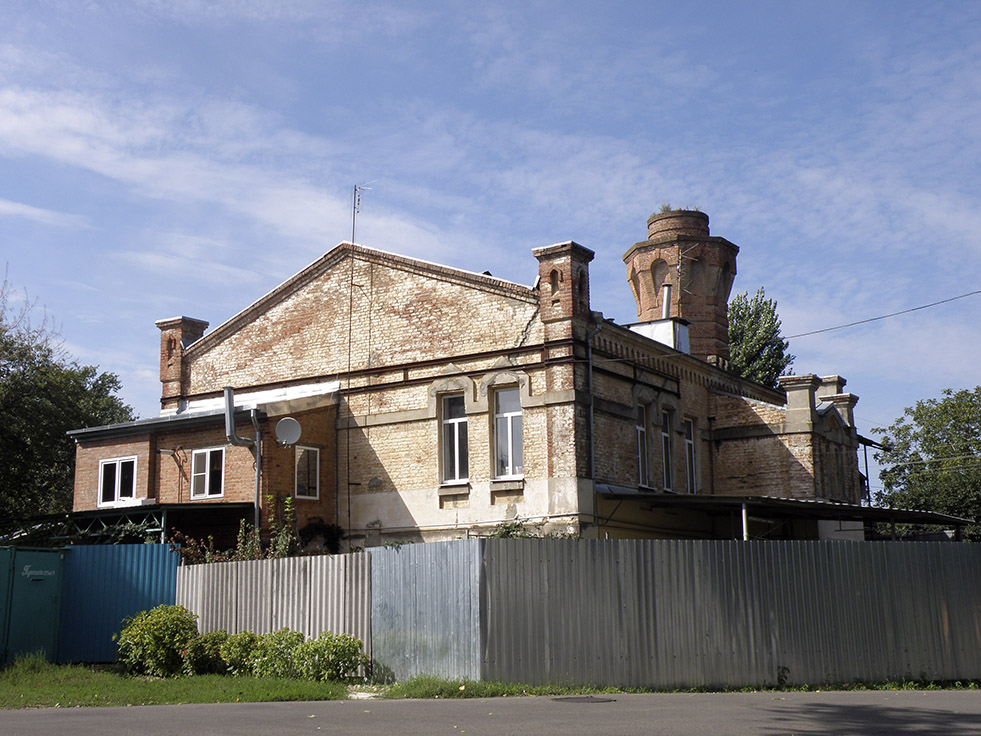
Татарская мечеть
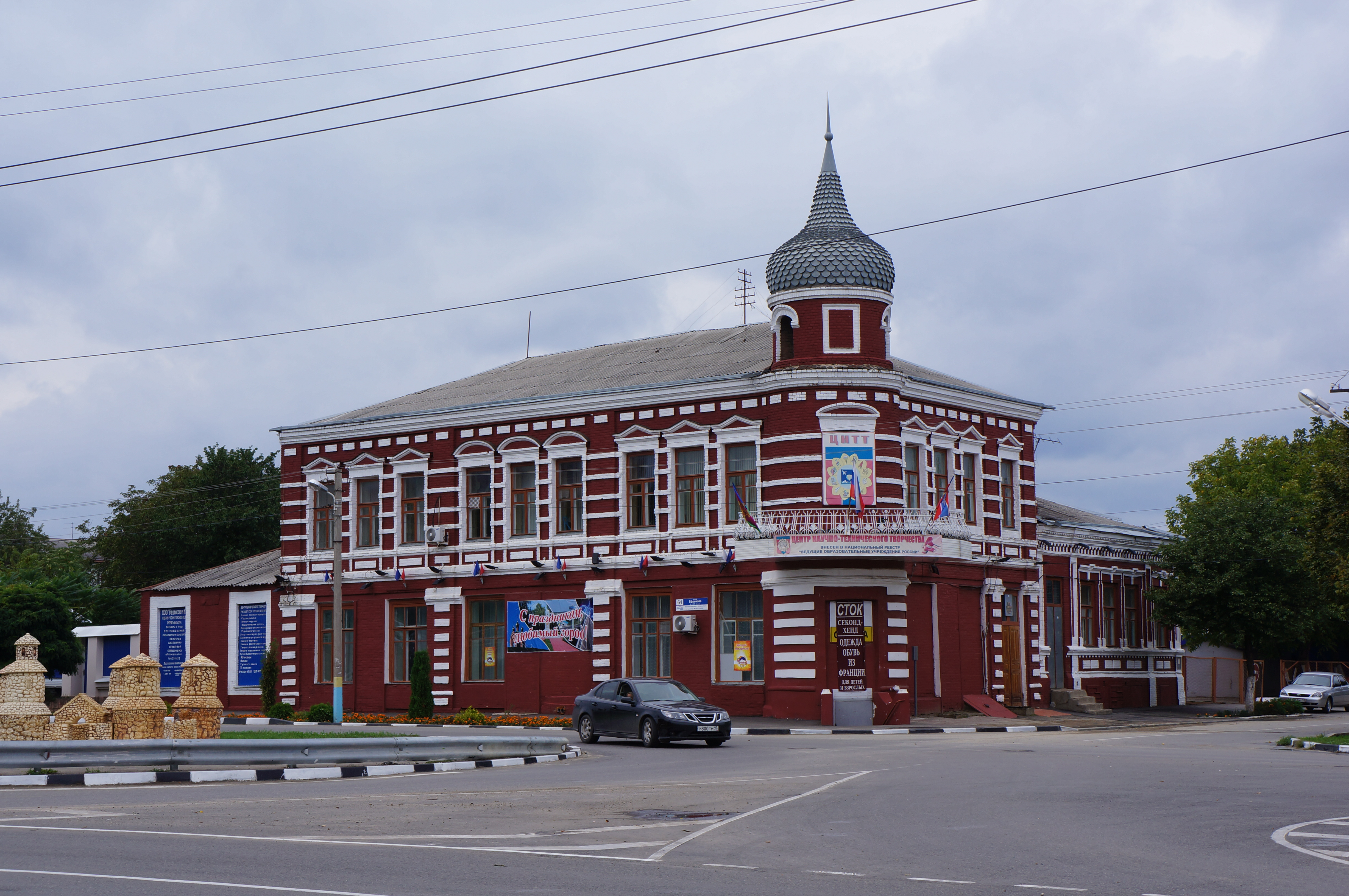
Центр научно-технического творчества

### Памятники монументального искусства и воинской славы
- Памятник А. С. Пушкину.
- Памятник Г. Х. Зассу.
- Памятник И. П. Павлову.
- Памятник погибшим в локальных войнах.
- Памятник В. С. Высоцкому.
- Бюст лётчику-испытателю Александру Федотову[61].
- Памятник чернобыльцам.
- Памятник дружбы русского и армянского народов.
- Памятник С. М. Кирову.
- Памятник Г. К. Жукову[62].
- Памятник В. И. Ленину около проходной завода ЗИМ.
- Памятник А. М. Горькому на привокзальной площади Туапсинского вокзала.
- Памятник М. И. Калинину.

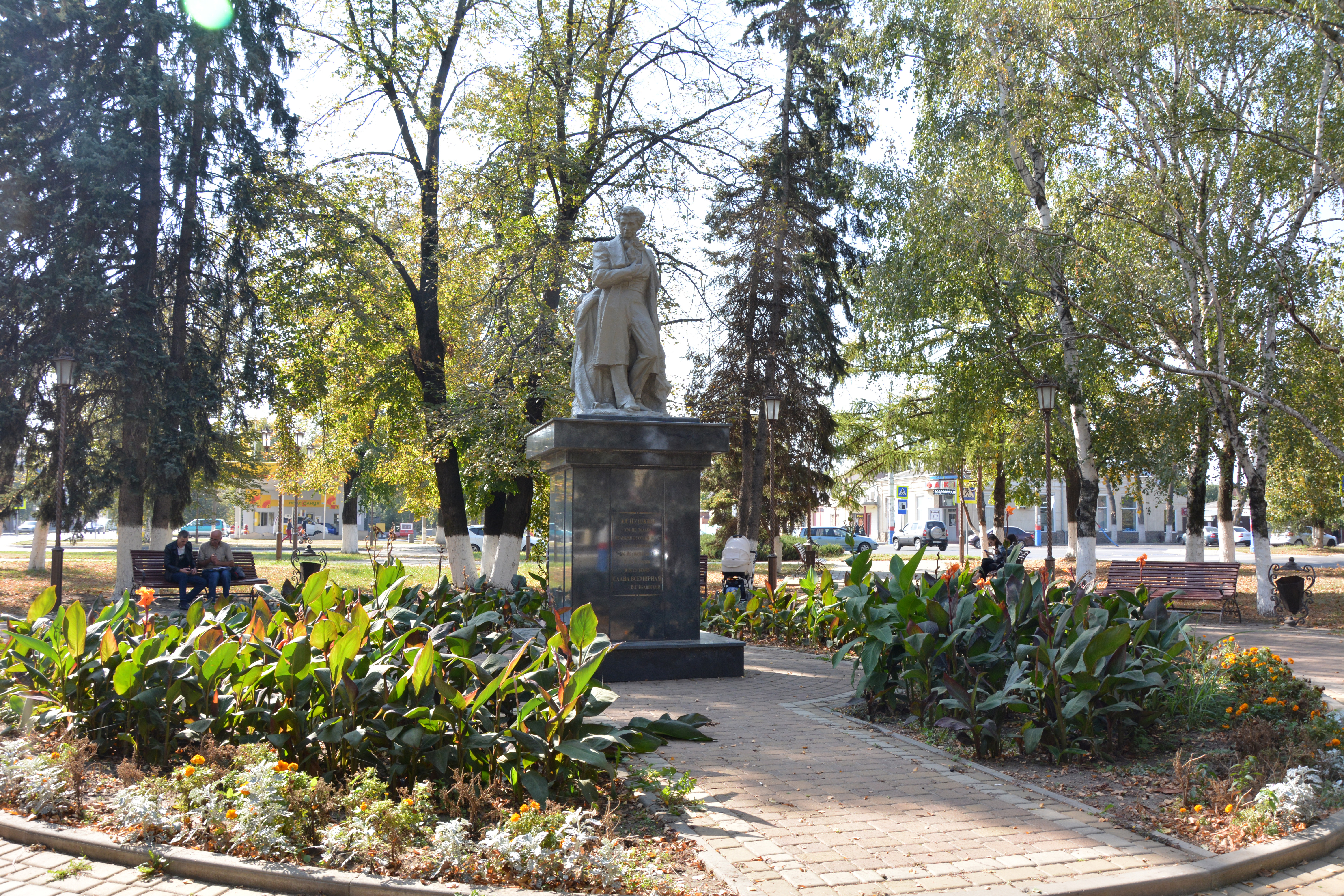
Памятник А. С. Пушкину
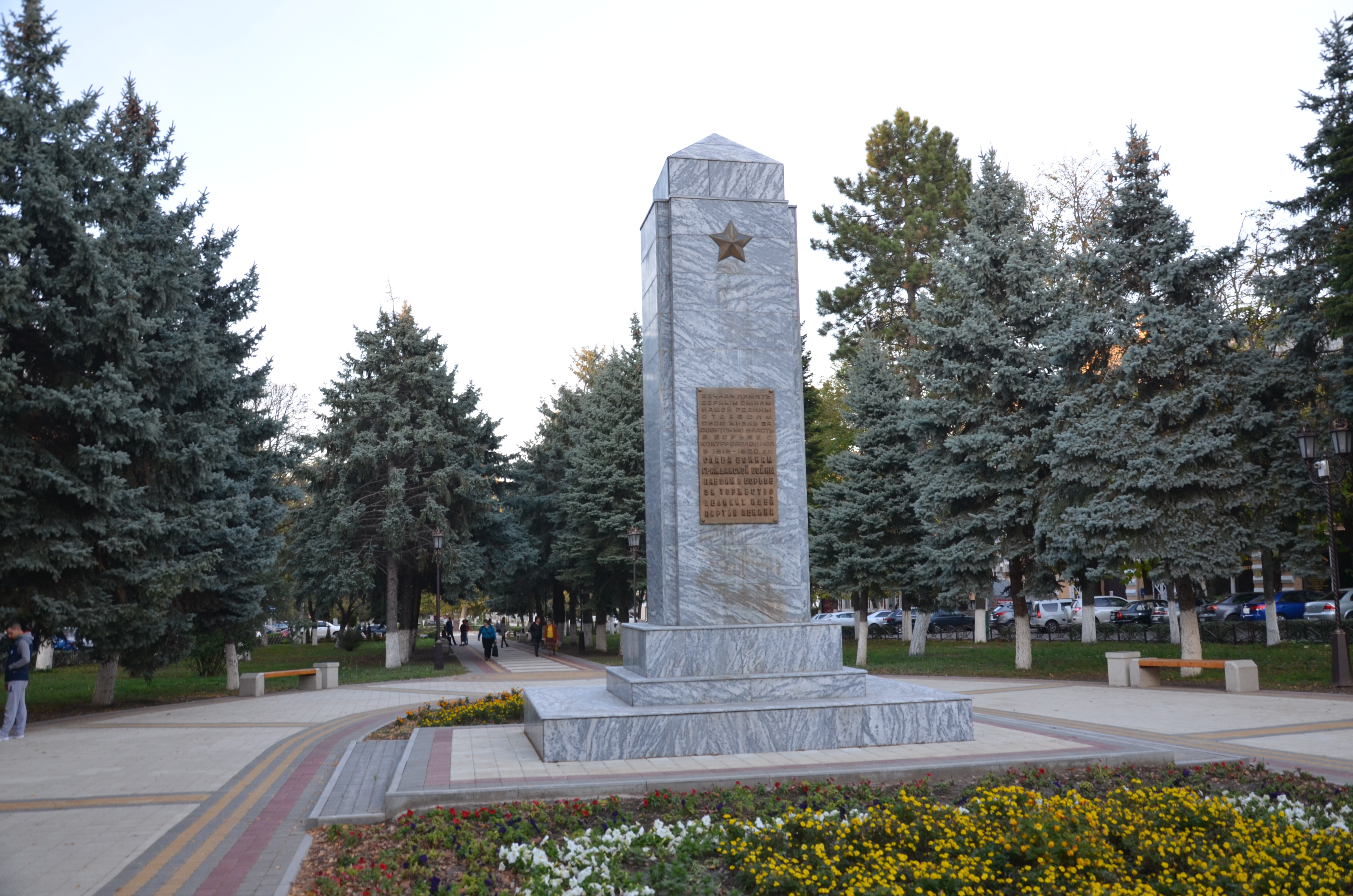
Братская могила краснодарцев, погибших в годы Гражданской войны
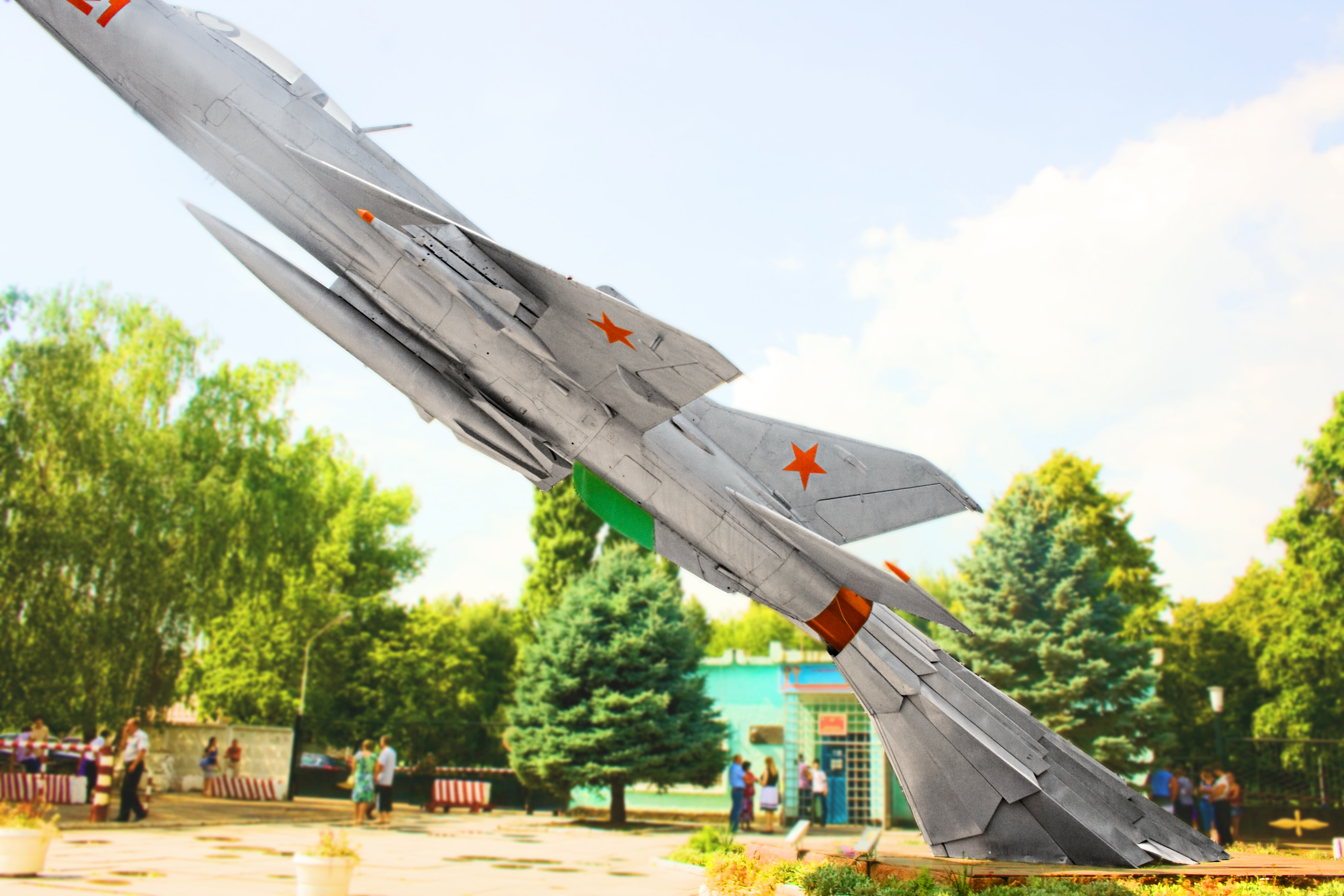
МИГ-21Ф-13

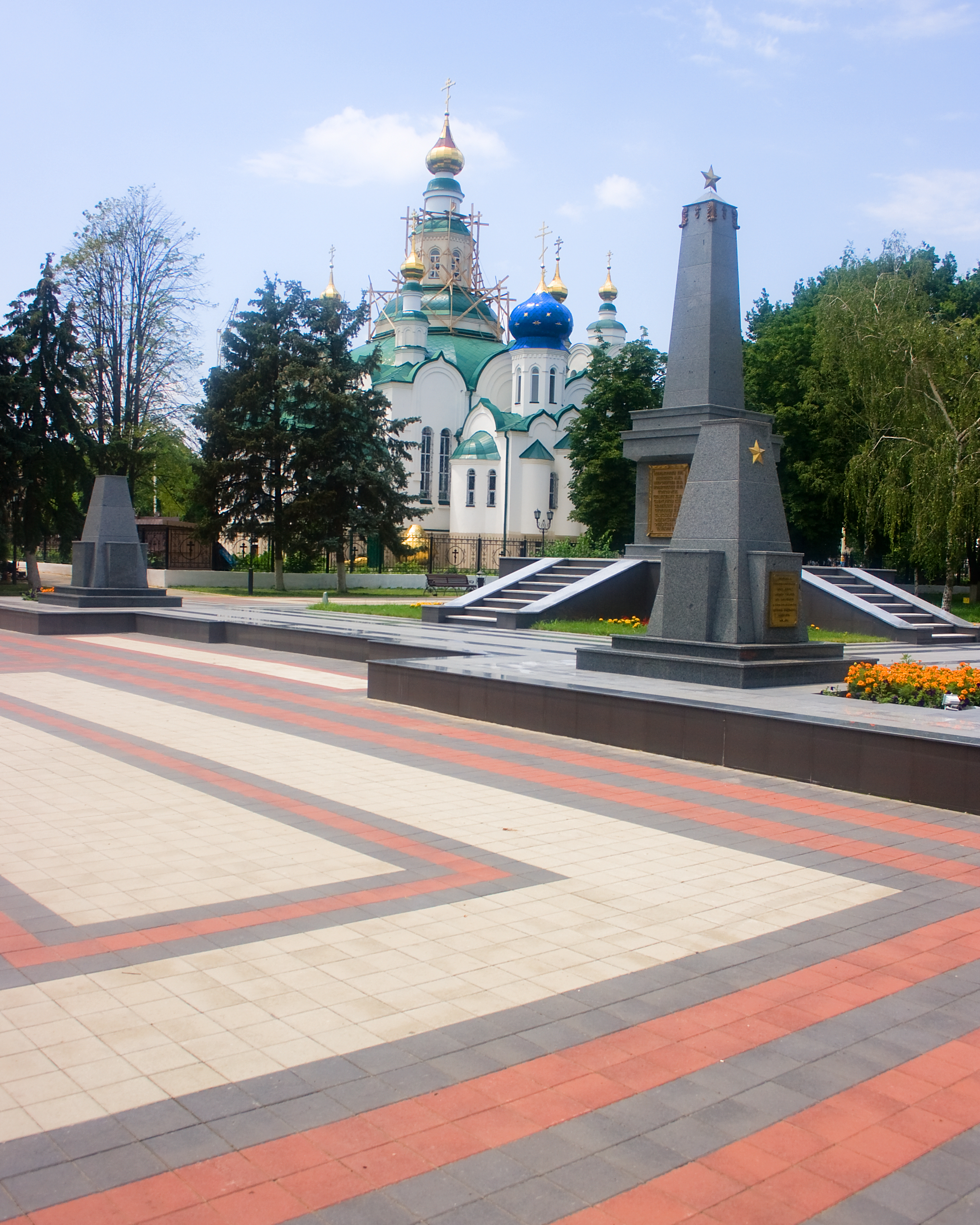
Братская могила партизан и советских воинов, погибших в годы Великой Отечественной войны
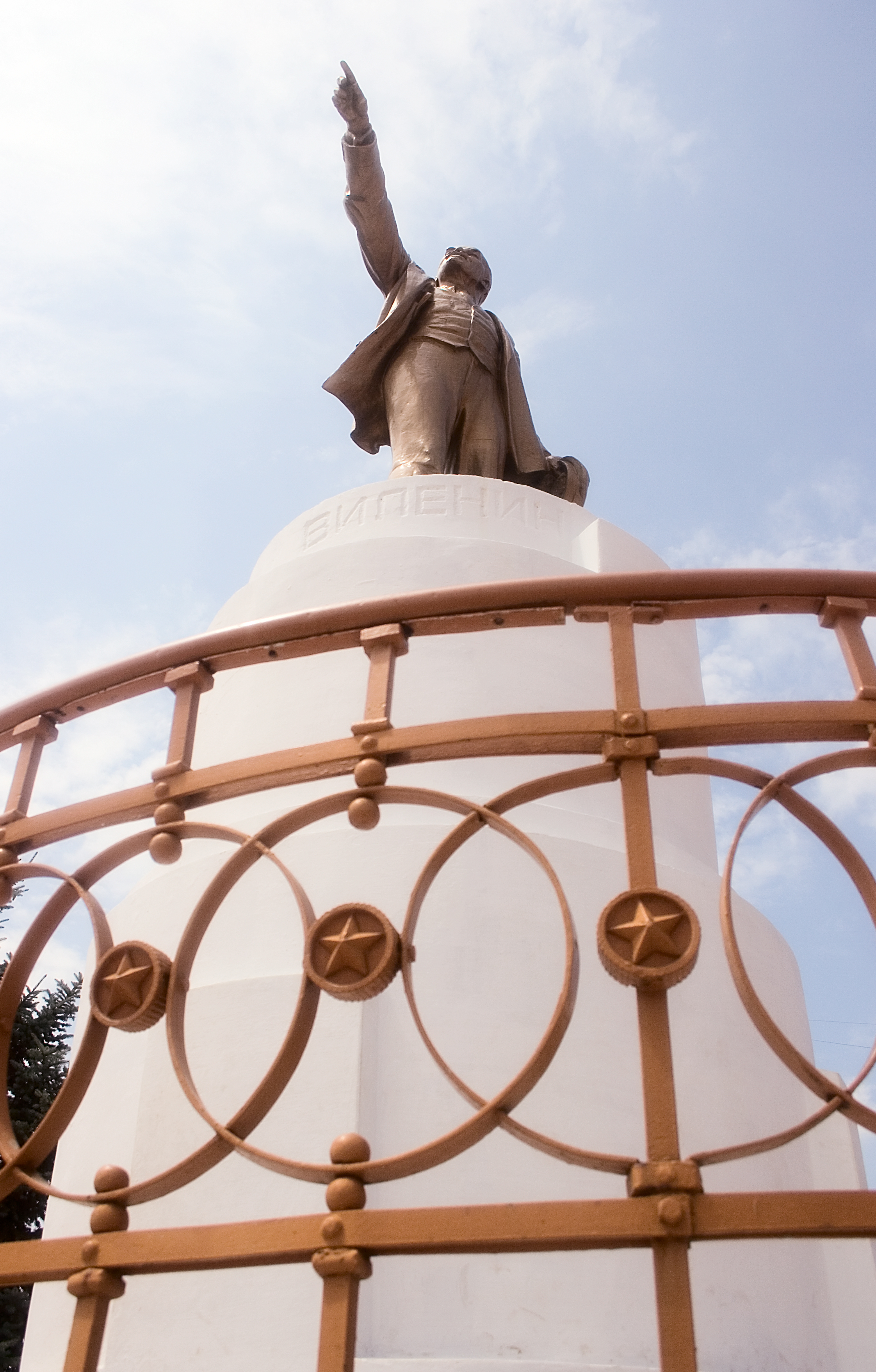
Памятник В. И. Ленину
Памятник «Единство духа»
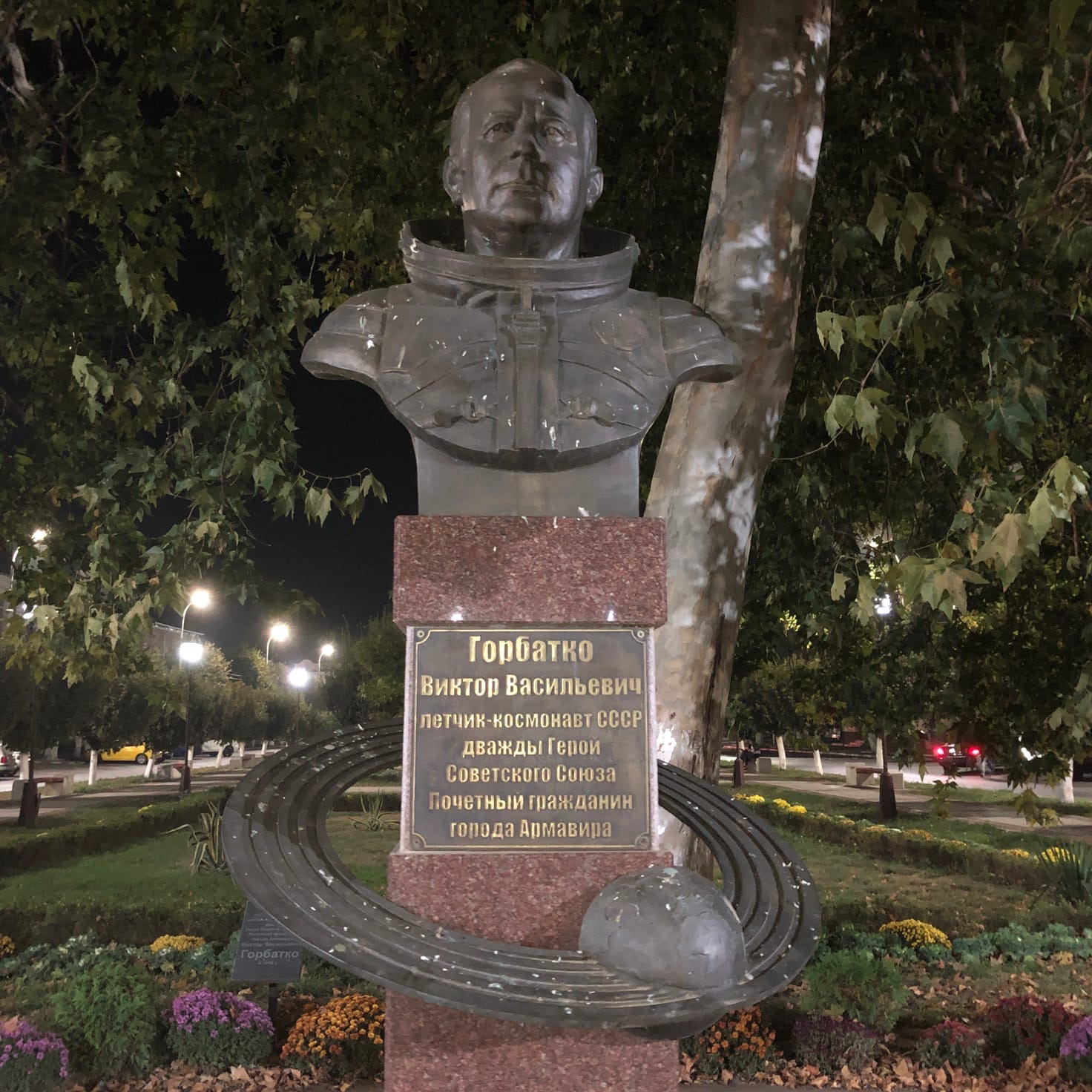
Памятник В. В. Горбатко
Памятник М. И. Калинину

## Образование

### Высшие учебные заведения
- Армавирский государственный педагогический университет[63][64].
- филиал Кубанского государственного университета.
- Армавирский механико-технологический институт — филиал КубГТУ.

### Средне специальные (профессиональные) учебные заведения
- Армавирский аграрно-технологический техникум.
- Армавирский юридический техникум.
- Армавирский техникум технологии и сервиса.
- Армавирский индустриально-строительный техникум.
- Армавирский медицинский колледж.
- Армавирский техникум отраслевых и информационных технологий.
- Армавирский механико-технологический техникум.
- Армавирский машиностроительный техникум.
- Армавирский колледж управления и социально информационных технологий.

### Школы Армавира
- ГБОУ ДОД «СДЮСШОР по самбо и дзюдо»,
- Учебно-методический центр "Авангард" военно-патриотического воспитания молодежи.
- ГБС(К)ОУ «Общеобразовательная школа — интернат III—IV вида города Армавира»,
- ГБС(К)ОУ «Общеобразовательная школа № 22 VIII вида города Армавира»,
- ГБС(К)ОУ «Школа-интернат города Армавира»,
- МОБУ «ШИООО № 1»,
- МАОУ «СОШ № 19»,
- МАОУ «СОШ № 7 имени Г. К. Жукова»,
- МАОУ «СОШ № 9»,
- МАОУ «Лицей № 11 им. В. В. Рассохина»,
- МАОУ «СОШ № 4»,
- МБОУДОД «ДЮСШ № 2»,
- МБОУДОД «ДМШ»,
- МБОУДОД «ДХШ»,
- ДЮСШШ,
- МБОУ ДОД «ДЮСШ № 1»,
- ДЮСШ по лёгкой атлетике,
- ДЮСШ по футболу,
- МБОУДОД «СМШСД»,
- МБОУ «СОШ № 10»,
- МБОУ «СОШ № 13»,
- МБОУ «СОШ № 17»,
- МБОУ «СОШ № 2»,
- МБОУ «СОШ № 23»,
- МБОУ «СОШ № 3»,
- МБОУ «СОШ № 5 им Н.П. Хлопонина»,
- МБОУ «СОШ № 6»,
- МБОУ «СОШ № 12»,
- МБОУ «СОШ № 14»,
- МБОУ «СОШ № 15»,
- МБОУ «СОШ № 8»,
- МАОУ «СОШ № 18 с УИОП»
- МБУДОД «СДЮСШОР по греко-римской борьбе»,
- МКОУ «В(С)ОШ № 1»,
- ЧОУ СОШ «Новый путь»,
- ЧОУ «Армавирский классический лицей»,
- МБОУ «Гимназия № 1»
- МАОУ-СОШ № 24

## Спорт
- 50 общественных федераций по различным видам спорта.
- 7 спортивных школ, из них 4 школы олимпийского резерва, воспитанники которых чемпионы мира, Европы, Олимпийских игр (Л. А. Чернова, О. В. Ляпина, А. Ю. Маркарьян и другие).
- 172 спортивных сооружения, 3 бассейна, 2 ледовых катка (крытый и открытый).
- Стадион имени Н. П. Симоняна, вместимость 6192 зрителей.
- 59 тыс. человек систематически занимающихся спортом.
- Футбольный клуб «Армавир».
- Армавирский клуб единоборств

## Здравоохранение
Здравоохранение города Армавира представлено большим числом медицинских учреждений, оказывающих, как амбулаторную, так и стационарную медицинскую помощь. Число коек, включая койки дневного пребывания в больничном учреждении по району 989, мощность амбулаторно-поликлинических учреждений на 10 тыс. населения 175,5 посещений в смену.
- ГБУЗ «Городская больница г. Армавира»[66],
- ГБУЗ «Детская больница г. Армавира»[67],
- ГБУЗ «Перинатальный центр г. Армавира»,[68]
- ГБУЗ «Станция скорой медицинской помощи г. Армавира»[69],
- ГБУЗ «Армавирский кожно-венерологический диспансер»[70],
- филиал ГБУЗ «Станция переливания крови»,
- ГБУЗ «Армавирский онкологический диспансер»[71]
- филиал ГБУЗ «Наркологический диспансер»[72],
- ГБУЗ «Психоневрологический диспансер № 2»[73],
- ГБУЗ «Армавирский противотуберкулезный диспансер»[74],
- ГБУЗ «Инфекционная больница № 4»[75],
- ГБУЗ «Армавирский центр медицинской профилактики»[76].

## Военные объекты
- Учебная база ВКС РФ.
- В Армавире базируется часть РТВ[77][78].
- Около Армавира действует РЛС «Воронеж-ДМ»[79].
- 15-й ОСН Росгвардии «Вятич».

## Города-побратимы
- Армавир, Армения (с 2003 года)[80],
- Гомель, Беларусь (с 2009 года)[80],
- Феодосия, Россия/Украина[81] (с 2014 года).